# Thummelumsen
Thummelumsen er en dansk film fra 1941.
- Manuskript Fleming Lynge efter Gustav Wieds bog Livsens ondskab fra 1899 og skuespil Thummelumsen fra 1901.
- Instruktion Emanuel Gregers.

Blandt de medvirkende kan nævnes:
- Anna Henriques-Nielsen
- Peter Malberg
- Sigurd Langberg
- Lis Smed
- Hans Kurt
- Axel Frische
- Valdemar Møller
- Inger Stender
- Aage Redal
- Helga Frier
- Petrine Sonne
- Carl Viggo Meincke
- Aage Foss
- Henry Nielsen
- Elga Olga Svendsen
- Karl Jørgensen